# Attack (Thirty Seconds to Mars)
Attack è un singolo del gruppo musicale statunitense Thirty Seconds to Mars, pubblicato il 12 aprile 2005 come primo estratto dal secondo album in studio A Beautiful Lie.
Il brano, prodotto da Josh Abraham e dagli stessi Thirty Seconds to Mars, venne composto dal frontman Jared Leto e ricevette un riscontro positivo da parte della critica musicale, la quale apprezzò la combinazione di sintetizzatori e chitarre presente nella traccia e l'interpretazione vocale di Leto. Il singolo divenne il brano più inserito nelle radio alternative statunitensi durante la sua prima settimana, raggiungendo la posizione 22 della Alternative Airplay. Il video musicale per il brano fu diretto da Paul Fedor e girato in un hotel abbandonato della California.

## Descrizione
Si tratta del brano di apertura del disco e affronta temi riguardanti la libertà e la responsabilizzazione. Durante la fase di registrazione, Attack risultò essere un brano problematico e fu quasi escluso dall'album. Jared Leto dichiarò che la traccia presentava un forte potenziale quando veniva eseguita in versione acustica. Tuttavia, nel momento in cui i Thirty Seconds to Mars si riunirono per lavorare sul brano, alcune parti si rivelarono incerte e complicate, in particolare quella di Matt Wachter al basso. Una notte, mentre Leto eseguiva il brano fuori dallo studio di registrazione, egli fu raggiunto dal produttore Josh Abraham. Dopo aver ascoltato la prima strofa, Abraham fermò il musicista al primo ritornello e disse che Attack era il brano migliore che i Thirty Seconds to Mars avevano e li sollecitò a registrarlo. Il gruppo decise allora di rielaborare la traccia. Secondo Leto, tutto ciò di cui il gruppo aveva bisogno era del tempo per lavorare la canzone e «crescere in essa».

## Pubblicazione
Attack venne annunciato come il singolo apripista dell'album nella primavera del 2005 e fece il suo debutto nelle radio statunitensi il 6 giugno 2005. Il gruppo scelse di pubblicare la traccia come primo singolo dell'album A Beautiful Lie poiché pensarono che fosse un brano perfetto per rappresentare il cambiamento che avevano sperimentato. Leto dichiarò, «c'è qualcosa davvero eccitante circa il brano e la sua energia. Lo abbiamo trovato appropriato per presentarci a coloro che ci hanno conosciuto e in particolare a coloro che non ci conoscevano».
Dopo quasi due anni dalla sua uscita, Attack fu pubblicato come singolo nel Regno Unito il 19 febbraio 2007. La versione 7" del singolo (pubblicato anch'esso nel Regno Unito) venne pressato assieme al brano The Fantasy. Il brano è incluso nella colonna sonora dei videogiochi Madden NFL 06 (2005) e ATV Offroad Fury 4 (2006). Attack è inoltre disponibile come contenuto scaricabile per i videogiochi musicali Rock Band (2007) e Guitar Hero 5 (2009).

## Accoglienza
Attack ha ricevuto recensioni generalmente positive da parte della critica musicale. Davey Boy di Sputnikmusic giudicò eccellente la scelta di Attack come brano di apertura del disco, affermando che la canzone riesce a rappresentare correttamente la maturità stilistica dei Thirty Seconds to Mars. Landon Christensen, scrivendo per il The Davis Enterprise, affermò che Attack è «abbastanza accattivante con il suo forte schema alle tastiere e con l'impressionante voce di Leto». Connie Phillips di Blogcritics descrisse la canzone come «una stravaganza digitale di sintetizzatori che sprofonda nella potente voce di Leto». Continuò la recensione affermando che «per la maggior parte, il brano è molto melodico e la voce è maestosa. Il testo è intricato e quasi poetico».
La rivista Alternative Addiction lodò la produzione del brano e descrisse efficace e determinata la voce di Leto. La rivista inoltre inserì la canzone all'undicesimo posto nella classifica dei 50 migliori brani del 2005. Jim Campbell di Playback affermò che «canzoni di spicco come Attack, The Kill e A Beautiful Lie trasudano gli stessi elementi di forza: testi interessanti, voci immense e una sezione ritmica pulsante. Mostrano inoltre una notevole maturità musicale e carisma». Jonathan Love del The Decatur Daily descrisse il brano come «un'espressione di rinascita caratterizzata da tastiere dinamiche, chitarre abrasive e una voce coinvolgente».

## Video musicale
Il videoclip venne diretto da Paul Fedor, che già in precedenza lavorò con i Thirty Seconds to Mars per il video di Capricorn (A Brand New Name).
Le riprese del video si svolsero nel luglio del 2005 in un hotel abbandonato in California. Per Attack furono registrati tre filmati. La troupe decise di non abbandonare nessun progetto e i tre filmati furono combinati attraverso il montaggio di Anthony Cerniello. Fedor affermò di non essersi mai imbattuto in un montaggio complesso come quello per il video di Attack, sostenendo che Cerniello abbia creato un capolavoro. Successivamente il regista sviluppò una seconda copia dei negativi e utilizzò un ago per applicare la tecnica della graffiatura su ogni fotogramma della pellicola. Dopo aver superato il budget disponibile, la troupe utilizzò il software After Effects per la lavorazione delle immagini. In una settimana furono realizzate 70 inquadrature con effetti visivi. Fedor affermò, «credo che Attack sia uno dei migliori video che abbia realizzato. Ogni fotogramma è perfetto».
L'anteprima del video fu presentata il 29 agosto 2005 durante il programma Daily Download del network televisivo statunitense Fuse.

## Tracce
Testi e musiche di Jared Leto.
CD promozionale, download digitale
1. Attack – 3:12

7" (Regno Unito)
- Lato A

1. Attack – 3:08

- Lato B

1. The Fantasy – 4:29

## Formazione
Crediti adattati dal libretto di A Beautiful Lie.
Gruppo
- Jared Leto – voce, chitarra
- Shannon Leto – batteria
- Matt Wachter – basso, sintetizzatore
- Tomo Miličević – chitarra, programmazione

Altri musicisti
- Oliver Goldstein – sintetizzatore aggiuntivo

Produzione
- Josh Abraham – produzione
- Thirty Seconds to Mars – produzione
- Ryan Williams – ingegneria del suono
- Brandon Belsky – assistenza all'ingegneria del suono
- Brian Virtue – ingegneria del suono aggiuntiva
- Tom Lord-Alge – missaggio
- Hemio Fernandez – assistenza al missaggio
- Brian Gardner – mastering

## Successo commerciale
Durante la sua prima settimana, Attack divenne il brano più inserito nelle radio alternative nazionali. Il 16 luglio 2005 il singolo entrò nella Alternative Airplay alla posizione 37 e il 22 ottobre raggiunse la migliore posizione alla numero 22, restando venti settimane in classifica. Il 2 luglio 2005 il brano debuttò nella Mainstream Rock Airplay alla posizione 38.
In Lettonia il singolo esordì alla numero 45 il 28 novembre e raggiunse la posizione 24 il 26 dicembre 2005.
Il 3 marzo 2007 il brano entrò nella Official Singles Chart e nella Official Rock & Metal Chart rispettivamente alle posizioni 148 e 9. Il 20 aprile 2008 il singolo debuttò nella classifica portoghese alla posizione 22.

## Classifiche
| Classifica (2005-08)          | Posizione massima |
| ----------------------------- | ----------------- |
| Lettonia                      | 24                |
| Portogallo                    | 22                |
| Regno Unito                   | 148               |
| Regno Unito (rock & metal)    | 9                 |
| Stati Uniti (alternative)     | 22                |
| Stati Uniti (mainstream rock) | 38                |

## Date di pubblicazione
| Paese       | Data di pubblicazione | Formato           |
| ----------- | --------------------- | ----------------- |
| Mondo       | 12 aprile 2005        | Download digitale |
| Stati Uniti | 6 giugno 2005         | Airplay           |
| Regno Unito | 17 febbraio 2007      | 7"                |